# Eunica gerwisa
Eunica gerwisa är en fjärilsart som beskrevs av Hans Fruhstorfer 1907. Eunica gerwisa ingår i släktet Eunica och familjen praktfjärilar. Inga underarter finns listade i Catalogue of Life.